# Алометрија
Алометрија је важан метод за описивање еволуције облика (морфологије). Представља однос између димензија организма и неког дела тела: нпр. постоји алометријска веза између величине мозга и дужине тела.
Алометријски односи се могу истраживати 
1. током развића и раста једног организма,
2. између различитих организама у деми, популацији, метапопулацији или врсти,
3. између организама различитих врста